# Sommersdorf (Saksonia-Anhalt)
Sommersdorf – gmina w Niemczech, w kraju związkowym Saksonia-Anhalt, w powiecie Börde, należąca do gminy związkowej Obere Aller.
1 stycznia 2010 do gminy wcielono Marienborn.
W mauzoleum, w Sommersdorf pochowany jest hrabia August Neidhardt von Gneisenau.

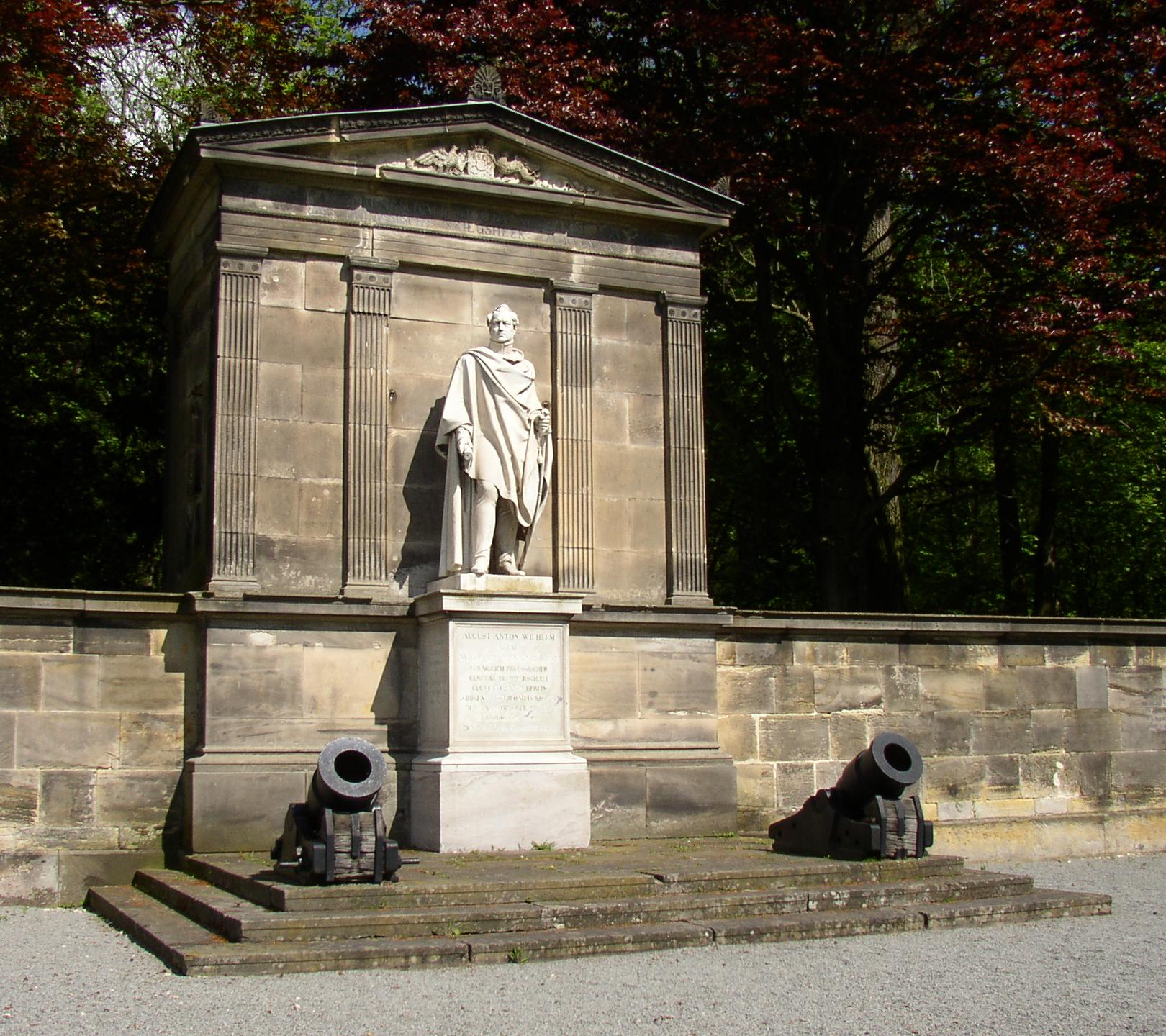
Pomnik Augusta Wilhelma Neidhardt von Gneisenau